# Oreogrammitis imberbis
Oreogrammitis imberbis är en stensöteväxtart som först beskrevs av Barbara S. Parris, och fick sitt nu gällande namn av Barbara S. Parris. Oreogrammitis imberbis ingår i släktet Oreogrammitis och familjen Polypodiaceae. Inga underarter finns listade.